# Ağcabədi
Pour le raion, voir Ağcabədi (raion).
 (mars 2016).
Si vous disposez d'ouvrages ou d'articles de référence ou si vous connaissez des sites web de qualité traitant du thème abordé ici, merci de compléter l'article en donnant les références utiles à sa vérifiabilité et en les liant à la section « Notes et références ».

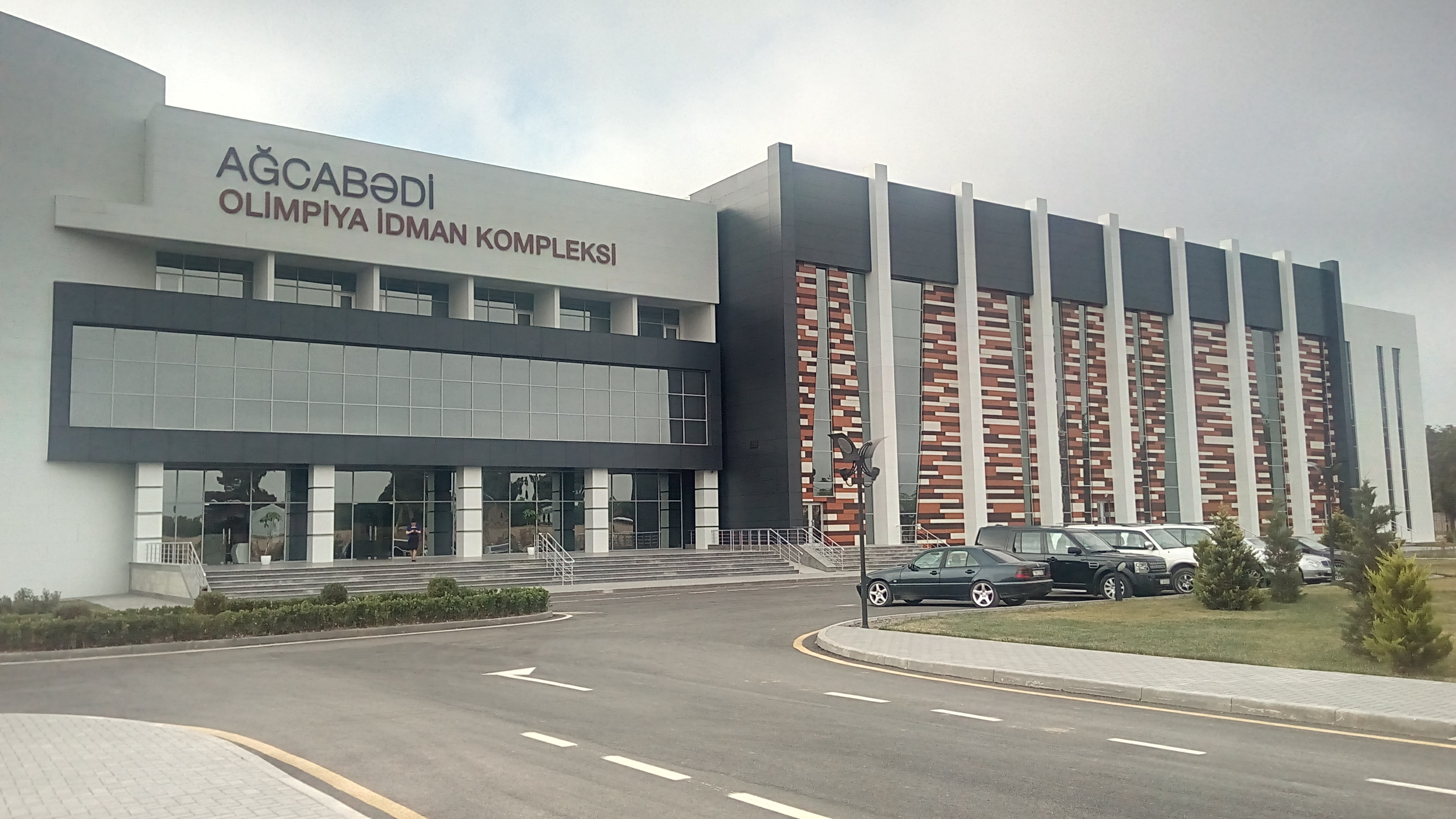

Ağcabədi (ou Aghjabedi) est une ville d'Azerbaïdjan, à l'ouest de  Bakou. En 2020, sa population est de136 800 habitants.